# Hyphessobrycon weitzmanorum
Hyphessobrycon weitzmanorum är en fiskart som beskrevs av Lima och Moreira 2003. Hyphessobrycon weitzmanorum ingår i släktet Hyphessobrycon och familjen Characidae. Inga underarter finns listade i Catalogue of Life.